# Ermita de Santa Isabel de Gipuzuri
La Ermita de Santa Isabel de Gipuzuri o Guipuzuri es un pequeño edificio religioso católico de origen románico, del siglo XIII, perteneciente al municipio de Iruraiz-Gauna, Álava (España). 

## Localización
Se encuentra en una elevación dentro de una profunda vaguada rodeada por los montes Itxogana e Idiagana, en terrenos pertenecientes al municipio de Iruraiz-Gauna. El camino que parte desde la abandonada estación del ferrocarril Vasco-Navarro de Ullibarri-Jáuregui entra en el bosque de hayas y tras pasar una balsa se asciende junto al arroyo que la surte hasta el promontorio de la ermita.

## Historia
Construida en el XIII, los datos históricos escritos en torno a esta ermita no se remontan más allá de 1588. Existe una tradición popular muy arraigada, además de menciones documentales en los archivos municipales de Salvatierra, San Millán y Asparrena, que identifica a los primeros moradores de Gipuzuri como carboneros guipuzcoanos llegados hasta allí para ejercer su profesión. Lo que ahora es un despoblado, era hace siglos un lugar idóneo para la fabricación del carbón vegetal, con su frondoso bosque de hayas, al lado de un arroyo, resguardado de los vientos y situado en un cruce de caminos.
La ermita de Gipuzuri tuvo la suerte de estar siempre bajo la tutela de la comunidad de Lauribaso, nombre al que siempre aparece asociada en la documentación conservada. Lauribaso es un nombre euskérico que significa Lau = cuatro, uri = pueblo y baso = bosque. El nombre se refiere a los montes que poseían en comunidad las poblaciones de Acilu, Adana, Jauregui y Elguea, pueblos que siempre se han hecho cargo del cuidado y mantenimiento de Gipuzuri.

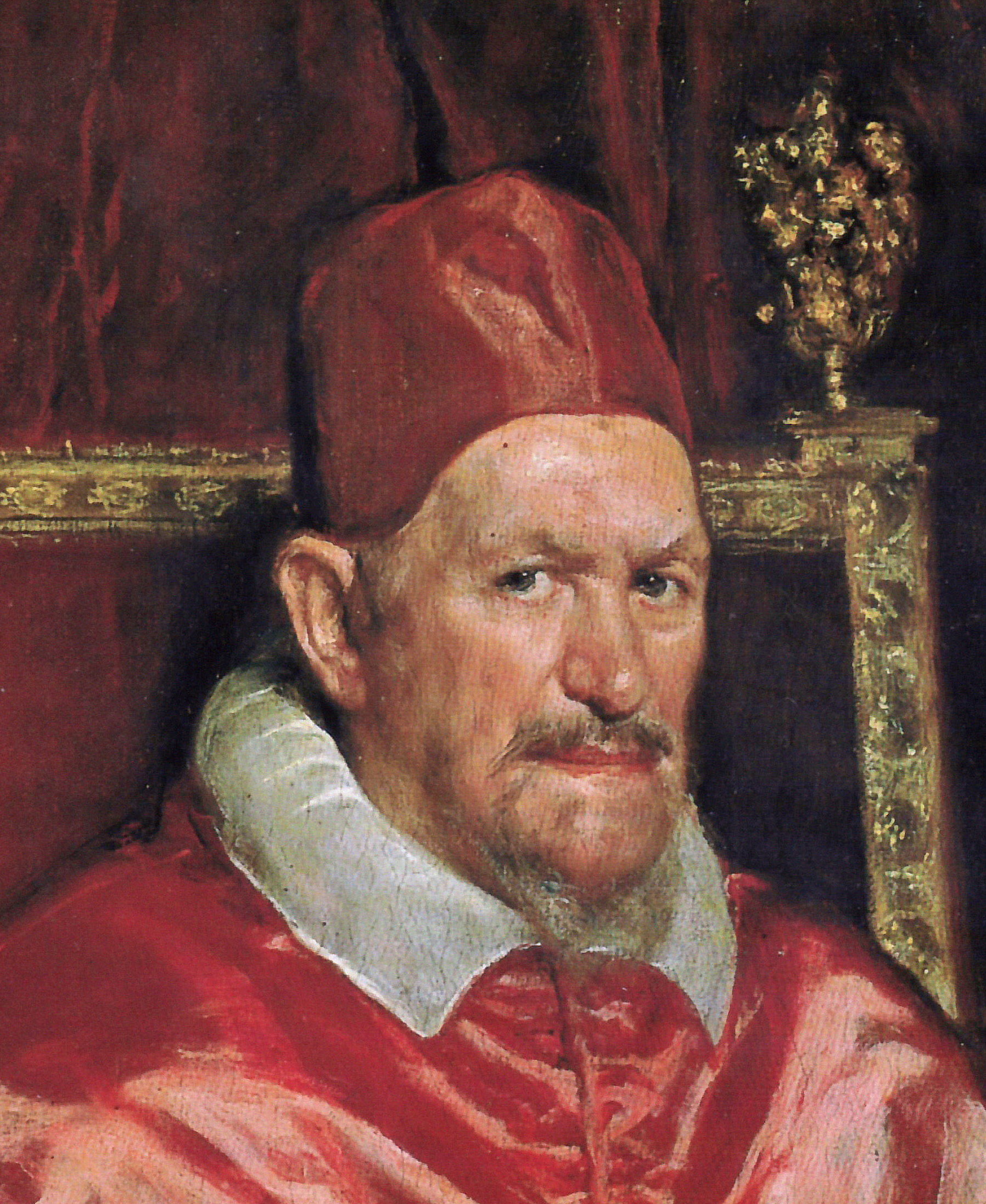
El papa Inocencio X

### Cofradía
Fue fundada por clérigos y habitantes de Adana en 1644 siendo rápidamente muy popular y extendida. El día 23 de marzo de 1652, el papa Inocencio X firmó en Roma la Bula Pontificia que concedía perpetuamente a los Cofrades de Nuestra Señora de Gipuzuri indulgencias plenarias, tanto a hombres como a mujeres. Dentro de las indulgencias que concedió  Inocencio X, estaba la Indulgencia plenaria y remisión de todos sus pecados a todos los fieles, así hombres como mujeres el día que entraren en dicha Cofradía, habiendo confesado y comulgado. Quienes pertenecen a la Cofradía tiene una serie de derechos y deberes:
- Recibir todos los años puntualmente a domicilio el programa del Día de la Cofradía.
- Dar a conocer a los demás cofrades el ingreso como nuevo Cofrade publicando el nombre en el programa del año de ingreso.
- Comunicar su defunción a todos los cofrades y ser encomendado expresamente en la Misa Solemne del Día de la Cofradía de ese año.
- Celebrar, a cargo de la Cofradía, tres meses por el alma de quien fallece, en el lugar que la familia designe.
- Compartir los enseres de la ermita y hacer uso de cualquier servicio de la Cofradía.

Es la segunda cofradía de Álava en número de cofrades, después de la de la Virgen Blanca de Vitoria-Gasteiz.

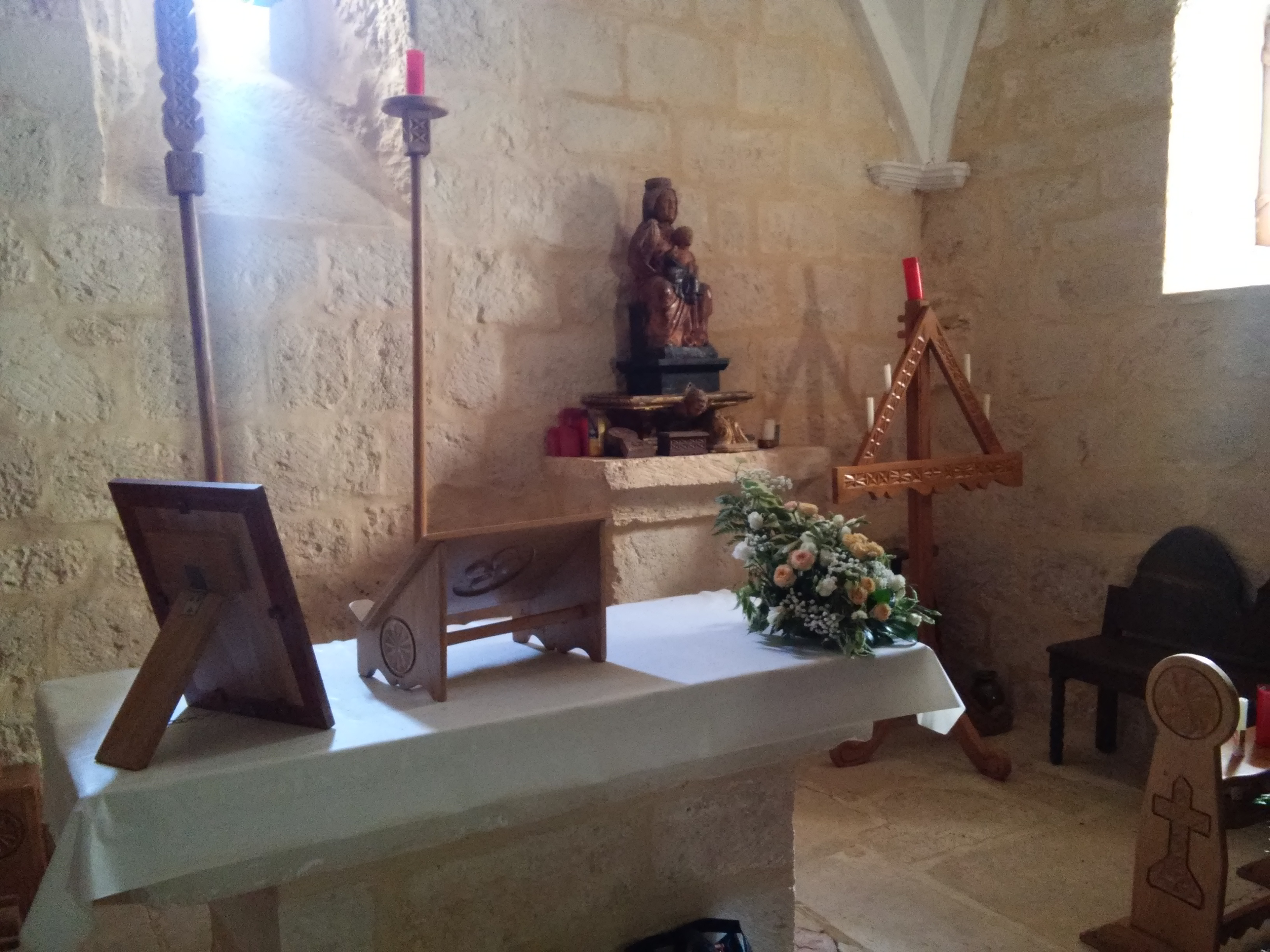
Interior de la ermita con la imagen de la Virgen

### Devoción
Tradicionalmente a Nuestra Señora de Gipuzuri se la considera patrona de los niños y niñas que tienen problemas con el habla por lo que se les llevaba ante la Virgen para sanarlos. También es abogada para los buenos partos: se le encargaba al ermitaño que encendiera una vela en la ermita y a cambio él recibía una propina. Además, desde antiguo se realizaban rogativas, tanto por la escasez como por la abundancia de lluvias, a las que acudían representantes de la comunidad de Lauribaso pero también alcaldes de los pueblos de los alrededores, más o menos distantes: Alegría, Iruraiz-Gauna, Salvatierra, Gereñu, Chinchetru, Argómaniz, Arbulo, Gáceta, Añua, Trocóniz, Eguileta, Erenchun o Luzcando.
Gipuzuri celebra su tradicional romería el segundo sábado del mes de septiembre.

## Descripción

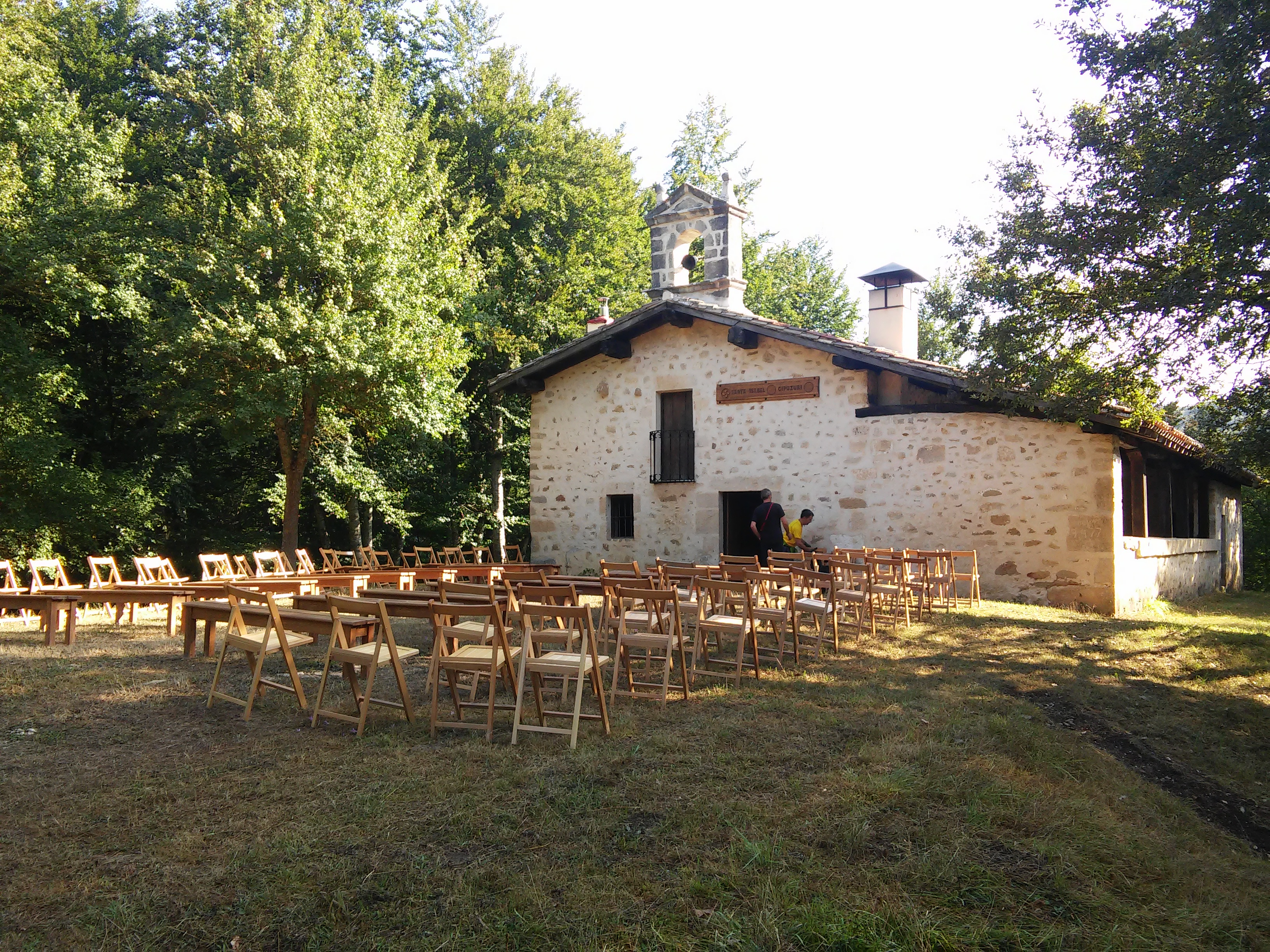
Exterior de la ermita

### Exterior
Edificación rural sencilla. Atravesando el pórtico alargado se llega a la portada de estilo cisterciense del XIII. Presenta dos arquivoltas apuntadas sobre imposta moldurada apoyada en dos juegos de delgadas columnas emparejadas, con capiteles con ornamentación vegetal. Rematando los muros exteriores hay canecillos medievales lisos. En la cabecera, un ventanal cegado se adorna con columnas con capiteles con cabezas humanas. La espadaña se construyó entre 1771 y 1776.
El terreno en el que se encuentra y la propia ermita son considerados zona de presunción arqueológica por el Gobierno Vasco según el anuncio aparecido en el Boletín Oficial del País Vasco del viernes 17 de marzo de 2023.

### Interior

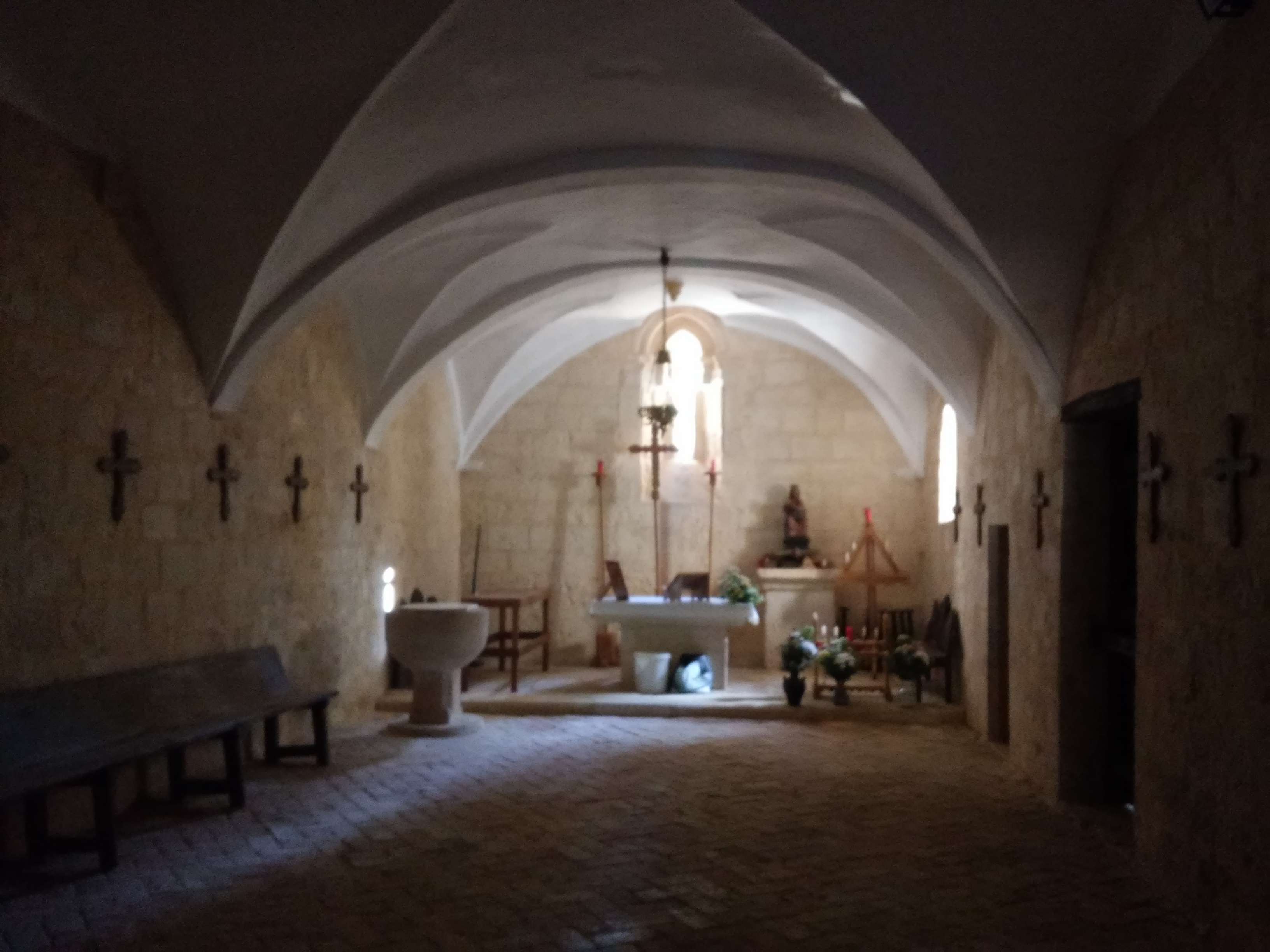
Interior de la ermita

El templo presenta planta de salón con nave de tres tramos cubierta por bóveda de lunetas. El pequeño retablo es rococó avanzado. Hay una imagen de la Virgen sobre un pequeño altar. La pila bautismal es de copa lisa sobre pilar cuadrado.